# Bell Centennial

Bell Centennialのウェイト名は、AT&Tの電話帳における用途に基づいて命名されている。

インキトラップは、非塗工紙での小さなポイントサイズにおけるインクの滲みを予測して設計されている。滲みによってトラップが埋まり、文字のカウンタースペースが開いたまま保持され、可読性が保たれる。

Bell Centennial（ベル・センテニアル）は、インダストリアルまたはグロテスクに分類されるサンセリフ体であり、マシュー・カーターによって1975年から1978年にかけてデザインされた。AT&Tの創立100周年を記念し、それまで電話帳用に使用されていた書体Bell Gothicを置き換える専用書体としてAT&Tから依頼されたものである。カーターは当時マーゲンターラー・ライノタイプに所属しており、現在同社がこの書体を一般向けにライセンス供与している。

## デザイン
AT&Tの依頼は、1行あたりに収められる文字数を大幅に増やしつつ可読性を損なわない書体を求めるものであり、これにより略語や2行表記の必要性を減らし、電話帳で用いられる小さなポイントサイズでも可読性を高め、さらに紙の使用量を削減することを目的としていた。Bell Centennialは、電話帳印刷における制約──新聞用紙に対する高速印刷による低品質な再現性、およびカウンター（文字の内部にできる空間。開口部を残すものを含む）を潰してしまうインキの滲み──を解決するために設計された。カーターは、小文字のxハイト（「x」を基準とする小文字の高さ）を拡大し、文字幅をわずかに圧縮、さらにカウンターやボウル（文字の内部にできる閉じた空間）を広く開けることで可読性を向上させた。また、インキ滲みによる劣化を予測して抑えるため、文字には深いインキトラップを設けた。これにより、インキが新聞用紙の繊維に広がる過程でトラップが埋まり、小サイズでもカウンターを開いたまま保つことができた。
電話帳に使われるような小さなポイントサイズで印刷すると、インキトラップは視認できず、役目を果たした状態で文字のストロークが滑らかに見える。反面、大きなポイントサイズや塗工紙に印刷した場合には、インキの滲みが少ないためトラップが埋まらず、その形状が視覚的に目立つことがある。
Bell Centennialは、特定の用途のために設計された書体の一例であり、チョーンシー・H・グリフィスによるBell Gothic（AT&Tの旧電話帳用書体）、シャルル・ド・ゴール空港の案内標識用にアドリアン・フルティガーが設計したFrutiger、ドイツ連邦郵便局向けにエリック・シュピーカーマンが設計したが採用されなかったFF Meta Sansなどと同列に位置づけられる。Bell Centennialはまた、カーターが特定の技術的制約に対応するために設計した複数の書体のひとつであり、そのほかにCRT Gothic（1974年）、Video（1977年）、Georgia（1996年）、Verdana（1996年）などがある。

## バリエーションとウェイト体系
Bell Centennialのウェイト体系は、他の書体と異なり、AT&Tの電話帳における特定の用途に基づいた名称が付けられている。最も細いウェイトは住所用のBell Centennial Address、やや太めの本文用はBell Centennial Caption、氏名と電話番号に使われるデミボールドはBell Centennial Name and Numberと呼ばれる。さらに太いボールドは、実質的に大文字とスモールキャップのみで小文字を持たず、Bell Centennial Bold Listingと名付けられている。この命名法は電話帳組版においては合理的であったが、ライノタイプによって一般向けにリリースされた際には、一部の新規ユーザーを困惑させた。

## 視覚的特徴
この書体の特徴は以下の通りである。
- 高いxハイト
- 目立つインキトラップ
- 四角い形状のiのドット
- 2階層のaと単階層のg
- 幅の狭いtとf
- 下げられたAの横画
- 数字1上端の水平セリフ